# ありがとう (織田裕二のアルバム)
『ありがとう』は、織田裕二の12枚目のオリジナル・アルバム。2007年9月26日、ユニバーサルミュージック / LESS THAN ZEROより発売された。

## 概要
織田裕二デビュー20周年作品。
オリジナル・アルバムは2003年発売の前作『11 Colors』から約4年ぶり。
同年7月に発売された本作の先行シングル「All my treasures」をはじめ、この4年間に発売されたシングル楽曲を計5曲収録している。

## パッケージ
DVD付初回限定盤と通常盤の2形態で発売。
DVDには、2007年8月25日、2007年世界陸上競技選手権大会開会式にて披露された「All my treasures」（Orchestra Ver.）のドキュメンタリー映像を収録。

## 収録曲

### CD
1. All my treasures
作詞：溝下創・広保宣／作曲：溝下創／ 編曲：シライシ紗トリ
28枚目のシングル
「2005年世界陸上競技選手権大会」イメージソング
「2007年世界陸上競技選手権大会」大会公式ソング
アサヒビール「新生（しんなま）」CMソング
2. Days
作詞・作曲：広保宣／編曲：浅田祐介
ユーキャンCMソング
3. 天国の道
作詞・作曲：広沢タダシ／ 編曲：鈴木俊介
4. 「ありがとう」 (Album Ver.)
作詞：織田裕二／作曲・編曲：GARDEN
TBSテレビ『ドキュメンタリー・僕らはサルだ! 織田裕二の類人猿とふれ合う感動紀行』主題歌
5. 君のいる朝
作詞：広保宣／作曲・編曲：小林秀行
6. Hug, Hug
作詞・作曲・編曲：シライシ紗トリ
27枚目のシングル
TBSテレビ系日曜劇場『冗談じゃない!』主題歌
7. いくつもの日々を越えて
作詞・作曲：広保宣／編曲：浅田祐介
8. ラスト・クリスマス
作詞・作曲：ジョージ・マイケル／編曲：Butch Walker
26枚目のシングル（両A面の1曲目）
フジテレビ系列月9ドラマ『ラストクリスマス』オープニング曲
9. FEEL LIVE
作詞：織田裕二／作曲：GARDEN／編曲：浅田祐介
29枚目のシングル。同年12月5日にシングルカット。
JRACMソング
10. Wake Me Up GO! GO!
作詞・作曲：ジョージ・マイケル／編曲：Butch Walker
26枚目のシングル（両A面の2曲目）
フジテレビ系列月9ドラマ『ラストクリスマス』主題歌
11. All my treasures (Orchestra Ver.)
作詞：溝下創・広保宣／作曲：溝下創／ 編曲：シライシ紗トリ・鳥山雄司
28枚目のシングルのシンフォニック・ヴァージョン

### DVD
1. 「All my treasures」（Orchestra Ver.）のドキュメンタリー映像（2007年8月25日世界陸上大阪開会式にて収録）